# Пал Телеки (фудбалер)
Пал Телеки (мађ. Teleki Pál; Арадска жупанија, 5. март 1906 − 1985)  био је мађарски фудбалер који је играо за Мађарску на Светском првенству у фудбалу 1934. и тренер. Играо је и за румунске клубове Арад и Чинезул Темишвар, а једном је био и члан румунске фудбалске репрезентације. Касније је играо за мађарску екипу Бочкаји.

## Трофеји
Чинезул Темишвар
- Лига I : 1926–27 [8]

Бочкаји
- Куп Мађарске : 1929–30 [8]